# Pływanie artystyczne na Mistrzostwach Świata w Pływaniu 2024
Zawody w pływaniu artystycznym na 21. Mistrzostwach Świata w Pływaniu odbywały się w dniach 2–10 lutego 2024 na Pływalni Aspire Dome w stolicy Kataru, Dosze. Łącznie zostało rozegranych 11 konkurencji.

## Medaliści
| Konkurencja                            | Złoto | Złoto    | Srebro | Srebro   | Brąz | Brąz     |
| Konkurencja                            | Zawodniczka / Zawodnik                                                                                           | Wynik    | Zawodniczka / Zawodnik | Wynik    | Zawodniczka / Zawodnik | Wynik    |
| Solo technicznie mężczyzn (szczegóły)  | Yang Shuncheng · Chiny                                                                                           | 246,4766 | Giorgio Minisini · Włochy | 245,3166 | Gustavo Sánchez · Kolumbia | 231,0000 |
| Solo dowolnie mężczyzn (szczegóły)     | Giorgio Minisini · Włochy                                                                                        | 210,1355 | Dennis González · Hiszpania | 196,2750 | Gustavo Sánchez · Kolumbia | 192,0812 |
| Solo technicznie kobiet (szczegóły)    | Ewangelia Platanioti · Grecja                                                                                    | 272,9633 | Jacqueline Simoneau · Kanada | 269,2767 | Xu Huiyan · Chiny | 262,3700 |
| Solo dowolnie kobiet (szczegóły)       | Jacqueline Simoneau · Kanada                                                                                     | 264,8207 | Ewangelia Platanioti · Grecja | 253,2833 | Wasilina Handoszka NIA | 245,1042 |
| Duety technicznie kobiet (szczegóły)   | Chiny · Wang Liuyi · Wang Qianyi                                                                                 | 266,0484 | Wielka Brytania · Kate Shortman · Isabelle Thorpe | 259,5601 | Hiszpania · Alisa Ozhogina · Iris Tió | 258,0333 |
| Duety dowolnie kobiet (szczegóły)      | Chiny · Wang Liuyi · Wang Qianyi                                                                                 | 250,7729 | Holandia · Bregje de Brouwer · Noortje de Brouwer | 250,4979 | Wielka Brytania · Kate Shortman · Isabelle Thorpe                                                                                               | 247,2626 |
| Zespół technicznie (szczegóły)         | Chiny · Chang Hao · Feng Yu · Wang Ciyue · Wang Liuyi · Wang Qianyi · Xiang Binxuan · Xiao Yanning · Zhang Yayi  | 299,8712 | Hiszpania · Marina García Polo · Lilou Lluis Valette · Meritxell Mas · Alisa Ozhogina · Paula Ramírez · Sara Saldaña · Iris Tió · Blanca Toledano                         | 275,8925 | Japonia · Moe Higa · Moeka Kijima · Uta Kobayashi · Tomoka Sato · Ayano Shimada · Ami Wada · Mashiro Yasunaga · Megumu Yoshida                  | 275,8787 |
| Zespół dowolnie (szczegóły)            | Chiny · Chang Hao · Cheng Wentao · Feng Yu · Li Xiuchen · Wang Ciyue · Xiang Binxuan · Xiao Yanning · Zhang Yayi | 339,7604 | Japonia · Moe Higa · Moeka Kijima · Uta Kobayashi · Tomoka Sato · Ami Wada · Akane Yanagisawa · Mashiro Yasunaga · Megumu Yoshida                                         | 315,2229 | Stany Zjednoczone · Anita Alvarez · Jaime Czarkowski · Megumi Field · Audrey Kwon · Calista Liu · Jacklyn Luu · Daniella Ramirez · Natalia Vega | 304,9021 |
| Zespół akrobatycznie (szczegóły)       | Chiny · Chang Hao · Feng Yu · Wang Ciyue · Wang Liuyi · Wang Qianyi · Xiang Binxuan · Xiao Yanning · Zhang Yayi  | 244,1767 | Ukraina · Maryna Aleksijiwa · Władysława Aleksijiwa · Marta Fiedina · Ołeksandra Gorecka · Weronika Hryszko · Daria Moszynska · Anastasija Szmonina · Wałerija Tyszczenko | 243,3167 | Stany Zjednoczone · Anita Álvarez · Jaime Czarkowski · Nicole Dzurko · Keana Hunter · Audrey Kwon · Calista Liu · Bill May · Daniella Ramirez   | 242,2300 |
| Duety mieszane dowolnie (szczegóły)    | Chiny · Cheng Wentao · Shi Haoyu                                                                                 | 224,1437 | Hiszpania · Dennis González · Mireia Hernández | 208,3583 | Meksyk · Trinidad Meza · Diego Villalobos | 192,5772 |
| Duety mieszane technicznie (szczegóły) | Kazachstan · Nargiza Bolatova · Eduard Kim                                                                       | 228,0050 | Chiny · Cheng Wentao · Shi Haoyu | 223,3166 | Meksyk · Miranda Barrera · Diego Villalobos | 217,5192 |

## Klasyfikacja medalowa
*   Gospodarz ( Katar)
| Miejsce | Reprezentacja                        | Złoto | Srebro | Brąz | Razem |
| ------- | ------------------------------------ | ----- | ------ | ---- | ----- |
| 1       | Chiny                                | 7     | 1      | 1    | 9     |
| 2       | Grecja                               | 1     | 1      | 0    | 2     |
| 2       | Kanada                               | 1     | 1      | 0    | 2     |
| 2       | Włochy                               | 1     | 1      | 0    | 2     |
| 5       | Kazachstan                           | 1     | 0      | 0    | 1     |
| 6       | Hiszpania                            | 0     | 3      | 1    | 4     |
| 7       | Wielka Brytania                      | 0     | 1      | 1    | 2     |
| 7       | Japonia                              | 0     | 1      | 1    | 2     |
| 9       | Ukraina                              | 0     | 1      | 0    | 1     |
| 9       | Holandia                             | 0     | 1      | 0    | 1     |
| 11      | Meksyk                               | 0     | 0      | 2    | 2     |
| 11      | Stany Zjednoczone                    | 0     | 0      | 2    | 2     |
| 11      | Kolumbia                             | 0     | 0      | 2    | 2     |
| –       | Niezależni sportowcy neutralni (NIA) | 0     | 0      | 1    | 1     |
| Razem   | Razem                                | 11    | 11     | 11   | 33    |